# Cemal Gürsel
Cemal Gürsel, turški vojaški častnik-general in politik; * 13. oktober 1895, Erzurum, Osmansko cesarstvo, † 14. september 1966, Ankara, Turčija.
Bil je četrti predsednik Turške Republike. 

## Življenjepis
Leta 1958 je bil imenovan za poveljnika turške kopenske vojske. Med letoma 1961 in 1966 je bil predsednik Turčije.